# Turja (obwód sumski)
Turja (ukr. Тур'я) – wieś na Ukrainie, w obwodzie sumskim, w rejonie sumskim, w hromadzie Krasnopilla. W 2001 liczyła 454 mieszkańców.